# Луције Цецилије Метел
Луције Цецилије Метел (лат. Lucius Caecilius Mettelus; око 290. п. н. е.—221. п. н. е.) био је римски конзул и војсковођа за време Првога пунскога рата. Познат је по победи у бици код Панорма 251. п. н. е. Та победа представљала је прекретницу у копненом рату, јер након тога није било већих картагињанских похода на Сицилији. Био је понтифекс максимус од 243. п. н. е. до 221. п. н. е. Ослепио је када је из запаљенога Вестинога храма извлачио свете реликвије.

## Породица
Његови синови су Луције Цецилије Метел, Квинт Цецилије Метел и Марко Цецилије Метел. Квинт Цецилије Метел је био конзул 206. п. н. е. Он је можда син Луција Цецилија Метела Дентера, који је био конзул 284. п. н. е.

## Конзул на Сицилији
Изабран је по први пут за конзула 251. п. н. е. заједно са Гајом Фуријем Пацилом. Римљани су се након битке код Туниса посебно бојали картагињанскога напада слоновима, па се нису усуђивали да се сукобе са њима и избегавали су низије, где је напад слоновима био ефикасан. Хасдрубал Ханон је одлучио да нападне римску војску за време жетве око Панорма. Пола римске војске већ је отишло са другим конзулом са Сицилије. Другом половином римске војске командовао је Луције Цецилије Метел, а циљ је био да штите жито римских савезника. Када се Хасдрубал приближио Панорму ( Палерму ) римска војска није излазила из града, па се Хасдрубал охрабрио и пустошио је житним пољима све до зидова Палерма.

## Победа у бици код Панорма
Луције Цецилије Метел је осмислио посебну тактику против слонова, који су изазивали највећи страх код Римљана. Своју лаконаоружану војску распоредио је испред зидина и опскрбио их је великим бројем пројектила. Наредио је да се испред зидина ископају ровови, у које је требало да се склони војска након што испали пројектиле на слонове. Када су картагињанска претходница и слонови пришли Панорму тада их је римска лаконаоружана војска напала пројектилима и повукла се до ровова. Слонови су ишли даље, али Римљани су их засипали пројектилима, па се онда повлачили у ровове. Слонови су засипани и са градских зидина, па је уследила паника израњаваних животиња. Након тога подивљали слонови отказали су послушност водичима, окренули су се и почели да газе своју војску. У том моменту картагињанска војска је изгубила борбени поредак, па је Луције Цецилије Метел то искористио. Са римском војском изашао је из Панорма у добром поретку и напао је лево непријатељско крило. Када је потукао лево картагињанско крило, онда је уследио бег целе непријатељске војске. Римљани су тада заробили све картагињанске слонове. Том победом успостављена је римска надмоћ на Сицилији. Била је то велика прекретница Првога пунскога рата.

## Други конзулат
Током 249. п. н. е. изабран је за команданта коњице (позиција заменика диктатора) за време диктатора Аула Атилија Кајатина. По други пут је био конзул 247. п. н. е. заједно са Нумеом Фабијем Бутеоном. Међутим ништа значајно се није десило те године.

## Спашавање светиња из запаљеног храма
Током 243. п. н. е. изабран је за врховнога свештеника ( понтифекса максимуса ). Био је врховни свештеник до 221. п. н. е. Током 241. п. н. е. запалио се Вестин храм и биле су угрожене многе светиње, које су се ту налазиле, укључујући и паладиј. Паладиј је био слика, за коју се сматрало да о њој зависи сигурност града. Луције Цецилије Метел се без оклевања бацио у ватру да спаси тако велике римске светиње. Успео је да спаси паладиј, али том приликом ослепео је због велике ватре. Сенат му је након тога дао привилегију, коју никоме пре тога није дао, да се вози у кочијама до зграде Сената. Народ је одобрио да се изгради његова статуа на Капитолу. Поред осталих почасти изабрали су га 224. п. н. е. за диктатора са циљем да одржи изборе.